# カティバ法

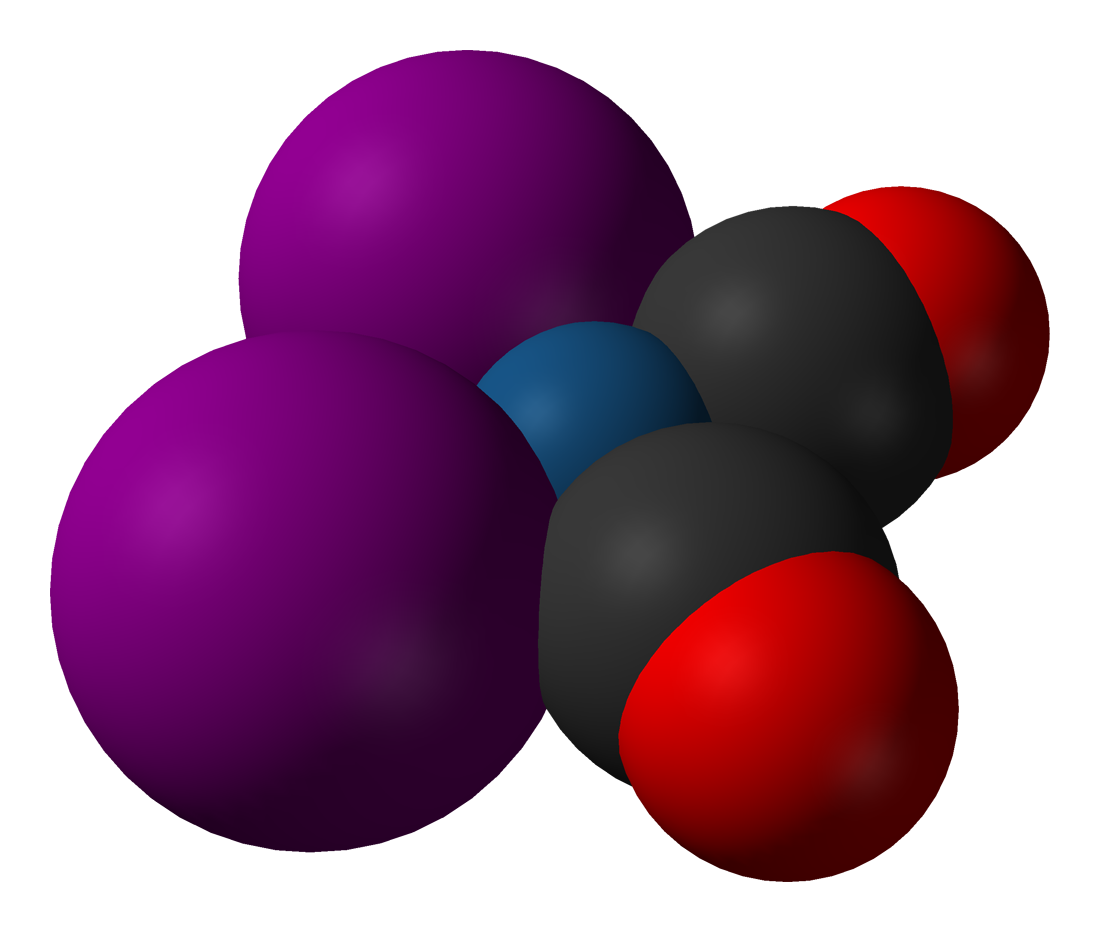
カティバ法の触媒として使われる [Ir(CO)_{2}I_{2}]^{−} の空間充填モデル

カティバ法 (英: Cativa process) は、メタノールのカルボニル化による酢酸製造法である。モンサント法に類似するこの製造法は、BPケミカルズ社によって開発され、BP社のライセンスのもとにある。この方法は、イリジウムを含む錯体触媒 [Ir(CO)2I2]− (1) に基づく。
カティバ法とモンサント法は、同じプラントを使うことができるくらいよく似ている。モンサントによる初期の研究では、メタノールのカルボニル化のためには、イリジウムはロジウムほど有効ではないことが示されていた。しかし、1986年にモンサントから技術とライセンス権を取得したBPサイエンスの研究によって、イリジウム触媒がルテニウムによって促進され、この組み合わせがロジウムベースのものより優れた触媒になることが示された。ロジウムからイリジウムへの置き換えにより、反応混合物中での水の使用量を減少させることが可能になった。これにより必要な乾燥塔の数が減り、プロピオン酸のような副生物の生成が減少し、水性ガスシフト反応を抑制することができる。BPはカティバ法による酢酸の生産を1995年からテキサスシティの工場で開始し、翌1996年に詳細を公開した。
上記のように、カティバ法による触媒サイクルは、平面四角形の触媒活性種 [Ir(CO)2I2]− (1) とヨウ化メチルの反応によって、八面体形のイリジウム(III)種 fac-[Ir(CO)2(CH3)I3]− (2) が生成することで開始する。この酸化的付加反応は、ヨウ化メチルの Me-I 結合にイリジウム(I)中心が挿入されることで起こる。I- と CO の配位子交換 (3) の後に、Ir-Me 結合へのCO挿入反応が起こることで、Ir にアセチル基が結合した四角錐形の化学種 (4) が生成する。活性触媒種 (1) は、(4) からヨウ化アセチルが還元的脱離して再生する。ヨウ化アセチルは加水分解されて酢酸となり、同時にヨウ化水素が生成し、メタノールと反応してヨウ化メチルとして再利用される。